# Asian F
"Asian F" (tạm dịch: "Điểm F châu Á") là tập phim thứ ba trích từ mùa 3 của sê-ri phim truyền hình Mỹ Glee và đồng thời cũng là tập phim thứ 47 của chương trình. Tập phim được viết bởi người đồng sáng lập của sê-ri là Ian Brennan và đạo diễn bởi Alfonso Gomez-Rejon, phát sóng lần đầu tiên trên kênh Fox ở Mỹ vào ngày 4 tháng 10 năm 2011. Tập phim đồng thời cũng đánh dấu lần xuất hiện đầu tiên của cha mẹ của hai nhân vật gồm Emma Pillsbury (Jayma Mays) và Mike Chang (Harry Shum, Jr.) và là vòng thử giọng cuối cùng của vở kịch West Side Story tại trường trung học McKinley, nơi cuộc chiến giữa Rachel Berry (Lea Michele) và Mercedes Jones (Amber Riley) khơi mào, khiến Mercedes phải từ bỏ nhóm New Directions.
Một bản sao của tập phim đã được gửi đến một vài nhà phê bình, nhận được rất nhiều phản hồi khá tốt. Kể từ khi phát sóng, một vài người khá ấn tượng, còn một số lại không. Màn trình diễn "Run the World (Girls)" của Brittany (Heather Morris) cùng cốt truyện của nhân vật Mike Chang và phần trình diễn "Cool" với phần vũ đạo minh họa của anh nhận được nhiều ý kiến khen ngợi. Những màn trình diễn ca kịch trong tập phim đồng thời cũng nhận được những đánh giá tích cực, trong ba màn trình diễn có sự xuất hiện của Mercedes, ca khúc "It's All Over" được khen ngợi nhiều nhất. Dù vậy, cốt truyện của cô lại có sự gièm pha, tương tự như việc Mercedes đối đầu với Rachel trước đây, cũng như sự bất thống nhất trong nhân vật của cô so với sự xuất hiện trong quá khứ.
Dù tất cả sáu ca khúc đều phát hành dưới dạng đĩa đơn kỹ thuật số, nhưng chỉ mỗi "Fix You" và "Run the World (Girls)" lọt vào bảng xếp hạng Billboard Hot 100, còn "Fix You" thì lại có cơ hội xuất hiện trên bảng Canadian Hot 100. Kể từ khi phát sóng, tập phim đã thu hút 8.42 triệu khán giả tại Mỹ và nhận được 3.6/10 đánh giá/chia sẻ từ Nielsen trong nhân khẩu học 18–49. Tổng số khán giả và điểm đánh giá trong tập này tiếp tục giảm xuống so với tập trước, "I Am Unicorn".

## Nội dung

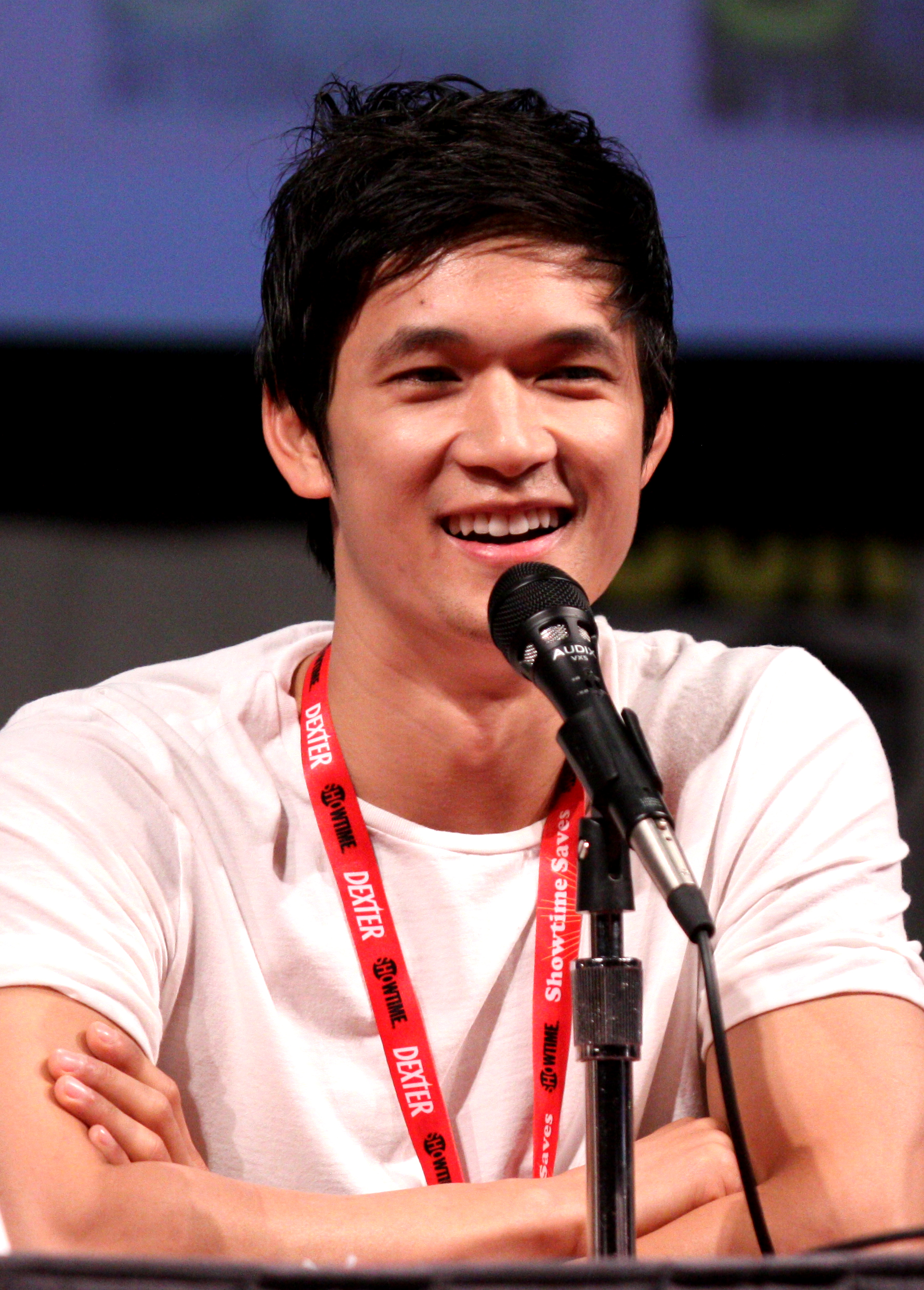
Harry Shum, Jr. thủ vai Mike, đã trình diễn solo lần đầu tiên trong tập phim này.

Sau khi Mike nhận được điểm "A-" trong bài kiểm tra hóa học, cha của anh đã rất giận dữ về "con điểm F châu Á" này cũng như lo sợ về hậu quả mà nó sẽ gây ra đối với cơ hội của anh đến nhập học tại Harvard, ông cho rằng Mike nên tập trung học hành, từ bỏ đội hát và cô bạn gái của mình là Tina (Jenna Ushkowitz), người đang giúp đỡ anh trong việc cải thiện giọng hát của mình. Mike sau đó đã xin ông một cơ hội và hứa rằng anh sẽ gặp gia sư, nhưng sau đó, anh đã quyết định theo đuổi ước mơ của mình và thử vai Riff trong vở kịch West Side Story cùng phần trình bày ca khúc "Cool". Anh sau đó đã bỏ lỡ một tiết dạy thêm và đã trò chuyện với mẹ của mình, thừa nhân rằng mình muốn trở thành một vũ công hơn là một bác sĩ, còn mẹ anh cũng tiết lộ rằng bà cũng từng từ bỏ ước mơ trở thành vũ công và không muốn con trai của mình phải giống như vậy.
Nhằm quảng bá cho chiến dịch bầu cử Chủ tịch năm học của mình, Brittany (Heather Morris) đã hát một ca khúc sôi nổi về nữ quyền—"Run the World (Girls)"—cùng một màn trình diễn ngẫu hứng, với sự giúp đỡ của đội cổ vũ Cheerious và Santana (Naya Rivera), người đã gia nhập lại nhóm New Directions nhưng vẫn chưa thông báo cho huấn luyện viên Sue Sylvester (Jane Lynch). Sự ủng hộ nhiệt tình của số đông học sinh nữ tại trường đã làm Kurt (Chris Colfer) lo lắng, một ứng cử viên bầu cử khác. Kurt sau đó đã từ bỏ ước mơ thủ vai Tony trong vở kịch và tặng một bó hoa hồng cho bạn trai của anh, Blaine (Darren Criss), một sự lựa chọn thích hợp cho vai Tony.
Will (Matthew Morrison) thì đang lo lắng về mối quan hệ của mình với Emma vì cô vẫn chưa hỏi anh về việc đến gặp cha mẹ của cô, vì vậy, Will đã mời họ đến ăn tối nhưng vẫn chưa thông báo trước cho cô. Cha mẹ của Emma sau đó lại chế nhạo căn bệnh Rối loạn ám ảnh cưỡng chế (OCD) của cô con gái, điều khiến Will trở nên giận dữ, và gọi nỗi ám ảnh màu tóc gừng của cô là "ginger supremacists" (người ủng hộ thuyết cho rằng người có màu tóc gừng là ưu việt). Bệnh OCD của cô đã bị tái lại nghiêm trọng bởi sự căng thẳng trong việc gặp gỡ cha mẹ của mình. Will sau đó đã xin lỗi cô và cùng Emma cầu nguyện.
Trong khi đó, Mercedes (Amber Riley) thì đang thử giọng cho vai Maria, theo lời động viên của người bạn trai Shane (LaMarcus Tinker), khiến những người chỉ đạo—Emma, Huấn luyện viên Beiste (Dot-Marie Jones) và Artie (Kevin McHale)—khá ấn tượng với màn trình diễn "Spotlight" của cô. Sau đó, Mercedes và Rachel (Lea Michele) đã được xếp lịch để diễn lại, giúp những người chỉ đạo có thể quyết định được ai nên nhận được vai diễn. Cô thì lại tiếp tục giận dữ khi cô cho rằng mọi người lại tiếp tục thiên vị cho Rachel, nhất là khi Rachel nhận được những ca khúc solo, và việc Will thúc giục cô trong buổi tập luyện vũ đạo của đội hát còn Rachel thì được miễn tập luyện, cô sau đó đã tức giận và từ bỏ nhóm hát. Khi Mercedes và Rachel đương đầu với nhau cùng ca khúc "Out Here On My Own" trong buổi diễn lại, Rachel đã tự nhận rằng màn trình diễn của Mercedes tốt hơn của cô, vì vậy, Rachel đã trở thành một ứng cử viên cho Chủ tịch năm học vào phút cuối nhằm cải thiện tương lai đại học của mình; điều này đã làm Kurt kinh hoàng, người nay đã trở thành đối thủ của cô trong chiến dịch bầu cử. Sau đó, cả ba nhà chỉ đạo đã quyết định đưa vai diễn cho cả hai đối thủ, nghĩa là mỗi người sẽ trình diễn một nửa số buổi diễn. Dù vậy, Mercedes cho rằng cô xứng đứng trở thành người chiến thắng và từ chối nhận một nửa vai diễn. Cô sau đó đã rút ra khỏi cuộc đua, để Rachel nhận vai Maria một mình, và tình nguyện gia nhập vào đội hát mới của Shelby Corcoran (Idina Menzel). Danh sách diễn viên trong vở kịch đã được đăng cùng nội dung, Rachel trong vai Maria, Blaine trong vai Tony, Santana trong vai Anita, Mike trong vai Riff, và Kurt trong vai Chỉ huy Krupke.

## Sản xuất

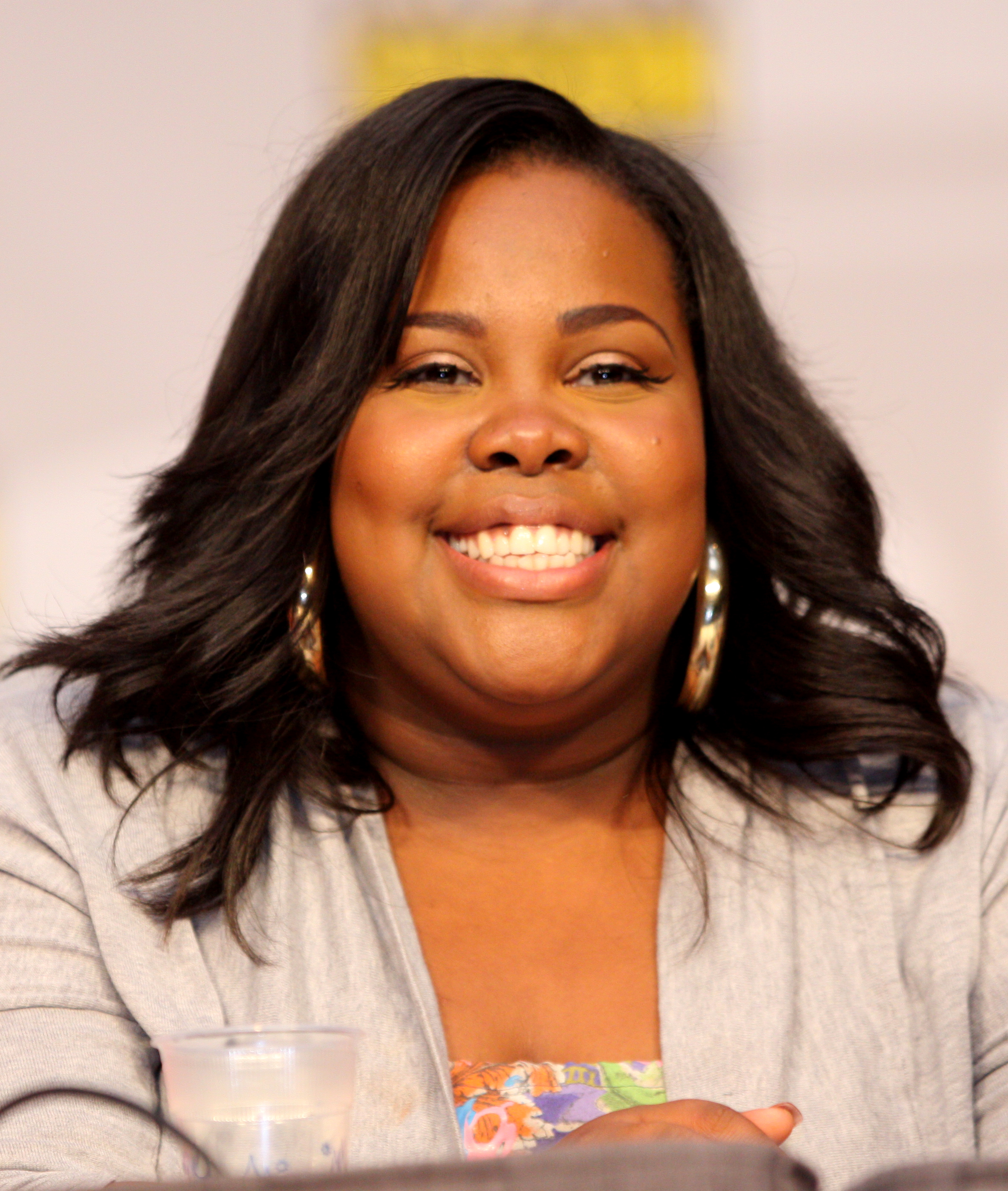
Nhân vật Mercedes, do Amber Riley thủ vai, đã có cơ hội trình diễn một ca khúc nhạc pop hiện đại trong tập phim này, trái ngược hoàn toàn so với những ca khúc "mang phong cách diva" thường nhật của cô.

Tập phim được bắt đầu quay vào ngày 29 tháng 8 năm 2011 và kết thúc ngày 16 tháng 9 năm 2011. Kịch bản được viết bởi người đồng sáng lập sê-ri, Ian Brennan và được đạo diễn bởi Alfonso Gomez-Rejon.
Hai cặp phụ huynh của các nhân vật đã được giới thiệu trong tập phim này. Cặp đầu tiên là cha mẹ của Emma, Rose và Rusty Pillsbury, thủ vai bởi Valerie Mahaffey và Don Most. Mays đã rất hào hứng khi cô biết được rằng Mose, người thủ vai Ralph Malph trong bộ phim hài kịch tình huống thập niên 1970, Happy Days, sẽ xuất hiện trong bộ phim, cô đã la lên rằng, "Cái gì? Ông ấy là cha của tôi ư?!" Trong buổi ghi hình, Most và Mahaffey đều rất vui nhộn, khiến cho cô phải xin lỗi mọi người vì làm hỏng cảnh quay, cô nói với họ rằng, "Tôi xin lỗi, lưng của tôi bị run vì tôi cười quá nhiều."
Cặp thứ hai là cha mẹ của Mike, người có thể trở thành nhân vật phụ định kỳ của bộ phim, gồm Tamlyn Tomita trong vai Julia Chang, và Keong Sim trong vai Mike Chang, Sr. Những nhân vật khách mời định kỳ khác trong tập phim này gồm Thầy hiệu trưởng Figgins (Iqbal Theba), huấn luyện viên bóng bầu dục Shannon Beiste (Dot-Marie Jones), học sinh Lauren Zizes (Ashley Fink), giáo viên Shelby Corcoran (Idina Menzel) và cầu thủ bóng bầu dục Shane Tinsley (LaMarcus Tinker) và Azimio (James Earl).
Tập phim này gồm bản cover (trình diễn lại) đầu tiên của nhóm Coldplay, "Fix You". Coldplay trước đây đã từng từ chối quyền sử dụng các ca khúc của họ trong Glee, nhưng không lâu sau đã thay đổi ý định của mình. Năm ca khúc khác được trình diễn gồm "Run the World (Girls)" của Beyoncé Knowles, trình diễn bởi Morris, "Spotlight" của Jennifer Hudson, trình diễn bởi Riley, "Cool" từ West Side Story, trở thành ca khúc solo đầu tiên của Shum, "Out Here On My Own" từ bộ phim Fame, trình diễn bởi Riley và Michele, cùng "It's All Over" từ Dreamgirls, trình diễn bởi Riley và nhóm New Directions. Riley đã có cơ hội trình diễn "Spotlight", một ca khúc nhạc pop hiện đại, "vì Mercedes thường hát những ca khúc mang phong cách diva cổ điển". Cô đồng thời cũng cho rằng tập phim này đầy những thách thức, khi cô cho rằng "tôi phải hiểu thêm về con người thật của Mercedes."

## Tiếp nhận

### Khán giả
"Asian F" lần đầu tiên phát sóng vào ngày 4 tháng 10 năm 2011 tại Mỹ trên kênh Fox, nhận được 3.6/10 đánh giá/chia sẻ từ Nielsen trong nhân khẩu học 18–49, và thu hút 8.42 triệu khán giả tại Mỹ kể từ khi phát sóng. Tập phim này lại tiếp tục bị đánh bại lần thứ 3 liên tiếp bởi bộ phim cùng giờ phát sóng NCIS trên kênh CBS, nhận được 4.2/12 đánh giá/chia sẻ trong nhân khẩu học 18-49, cũng như tập phim thứ ba của New Girl, theo sau Glee trên kênh Fox, mang về số điểm 4.3/11 đánh giá/chia sẻ và 8.65 triệu khán giả theo dõi. Số lượng người xem Glee đồng thời cũng giảm sút so với tập phim trước, "I Am Unicorn", nhận được 3.7/11 đánh giá/chia sẻ và 8.60 triệu người xem.
Dù vậy, số khán giả của tập phim này tăng lên ở những quốc gia khác. Tại Anh, "Asian F" trên kênh Sky1 thu hút 1.10 triệu người xem, tăng 10% so với tập phim trước là "I Am Unicorn". Ở Úc, "Asian F" thu hút 843,000 người xem, giúp Glee trở thành chương trình thu hút thứ 11 của đêm công chiếu. Số khán giả này tăng khá cao so với tập "I Am Unicorn", thu hút 729,000 người xem cũng như cải thiện hơn so với số khán giả của tập phim công chiếu mùa 3, 760,000. Tại Canada, 1.82 triệu khán giả đã theo dõi "Asian F", giúp sê-ri trở thành chương trình được xem nhiều nhất thứ 14, cao hơn hẳn 21% so với 1.50 triệu người theo dõi "I Am Unicorn".

### Đánh giá chuyên môn
Kristin dos Santos từ E! Online và Michael Ausiello từ TVLine rất khen ngợi bản sao của tập phim này. Dos Santos gọi đây "có lẽ là tập phim hay nhất của Glee, không chỉ mùa này mà còn cả lịch sử của sê-ri", trong khi đó, Ausiello khen ngợi tập phim là "một tiếng đồng hồ nổi bật". Tim Stack từ Entertainment Weekly đồng thời cũng xem bản sao của tập phim và cũng khá ấn tượng; anh viết rằng đây là "một trong những tập phim hay nhất của sê-ri".
Còn những nhà phê bình khác, những người theo dõi tập phim khi được trình chiếu trên truyền hình cũng gửi nhiều lời khen ngợi đến "Asian F". Kevin Fallon của The Atlantic gọi đây là tập phim Glee "hay nhất", trong khi đó, Erica Futterman của Rolling Stone và Abby West của Entertainment Weekly cho rằng đây là tập hay nhất của mùa thứ 3. Brett Berk của Vanity Fair viết rằng, "Tập phim tuần này khá nổi bật với tư cách là tập liên kết và diễn tốt nhất của sê-ri", dù vậy, anh vẫn thắc mắc chuyện gì đã xảy ra với mặt hài hước của chương trình, điều này đồng thời cũng bị lưu ý bởi Futterman, người cho rằng đây là một vấn đề khá nghiêm trọng: "Glee's own identity crisis of not knowing whether or not it's a sitcom has made it hard to get deeply invested in its characters." Amy Reiter từ The Los Angeles Times viết rằng "những nhà sản xuất đã đánh vào mọi thứ (cảm xúc, ca kịch, nhân vật, nội dung) cũng như màn thử vai đầy góc cạnh của Rachel Berry cho vai diễn mà cô đang thèm muốn", cô đồng thời cũng cho rằng tập phim "có cảm xúc thật, những nhân vật đã trưởng thành, nhiều tiết lộ mới cùng những màn trình diễn rất hay: những điều này dường như xuất hiện một cách tự nhiên từ phần nội dung rồi được khai thác và nâng cao hơn." Crystal Bell từ AOLTV thì cho rằng tập phim được xây dựng dựa trên tập trước, "I Am Unicorn", khi viết rằng "nó hoàn toàn bắt chước những ngày huy hoàng" của mùa đầu tiên.
Những nhà phê bình khác thì không mấy thuyết phục. Dù ngợi khen "phần trình diễn tuyệt vời của Harry Shum trong vai Mike Chang và Jayma Mays trong vai Emma" nhưng Anthony Benigno của The Faster Times chỉ trích rằng "cốt truyện được lặp lại nhiều lần không khiến mọi người trông đợi gì thêm", còn Robert Canning từ IGN cho nhấn mạnh rằng "cách khai triển nhân vật không phù hợp" đã bị phô bày, dù anh đã gửi tặng cho tập phim số điểm cao nhất của mùa đầu tiên, điểm "tuyệt vời" 8 trên 10. Samantha Urban của The Dallas Morning News so sánh "Asian F" với "một bữa ăn bỏ bứa": trong khi cô khen ngợi cốt truyện phụ của Mike và Emma rằng cả hai "đều có hiệu quả tốt" còn câu chuyện truyện chính của Mercedes thì thể hiện "sự nhếch nhác trong khâu sản xuất".
Tương tự, cốt truyện chính của nhân vật Mercedes lại nhận được những ý kiến khác nhau, dù vậy, phần trình diễn âm nhạc của cô được đánh giá rất cao. Theo Urban, rất nhiều nhà phê bình đã không hài lòng về sự trở lại của cuộc ganh đua giữa Rachel và Mercedes, trong đó có Bell, người than rằng câu chuyện này được "thực hiện vào mỗi mùa phim". Khá nhiều nhà đánh giá hi vọng rằng Mercedes không nên mang thai trong cảnh tập luyện vũ đạo đầu tiên, nơi cô bị buồn nôn, trong đó gồm Vicki Hyman của The Star-Ledger, John Kubicek từ BuddyTV, và West. Benigno cảm thấy rằng Mercedes đã diễn "hơi quá so với nhân vật" trong tập phim. Michael Slezak của TVLine đồng thời cũng khá lúng về sự thay đổi của cô, thắc mắc rằng, "Khi nào thì Mercedes mới muốn trở thành một điều gì khác hơn là một thành viên trong đội và là một người có giá nhất trong New Directions? Thật ư, không ai dám làm cho cô mệt mỏi để có một tuần lễ tồi tệ cả?" Canning cũng đồng ý, viết rằng: "Tình yêu lớn lao của thầy Schue với Mercedes đến từ một cánh đồng bỏ hoang", và cảm thấy rằng điều này đã tăng tính "không thống nhất của những nhân vật ấy", dù "điều này hoàn toàn hợp lý" trong phần xây dựng của ca khúc "It's All Over". James Poniewozik từ Time viết rằng việc câu chuyện về "sự nóng giận khi cô bị bỏ mặc tại đội hát hoàn toàn phù hợp, kể từ khi cô cũng bị bỏ mặc trong chương trình vào vài thời điểm hiện nay." Todd VanDerWerff từ The A.V. Club cũng khá nhiệt tình về cốt truyện của cô, gọi đây là "phần xuất sắc nhất trong tập phim": đó là "tất cả những gì mà cô ấy nghĩ—một phần do bạn trai của cô—và cô ấy sẵn sàng đối đầu với Rachel để giành lấy vai Maria (thực ra, cô đã bị đánh bại) cũng như thúc đẩy cô ấy suy nghĩ rằng điều gì đúng đắn đối với mình và đòi hỏi sự tôn trọng của nhóm New Directions."
Câu chuyện chính đầu tiên của nhận vật Mike Chang nhận được khá nhiều khen ngợi trong tập phim. West cho rằng Shum "thực sự đã thể hiện tài năng diễn xuất của mình", còn Urban thì nhận xét "cốt truyện được thực hiện khá tốt", dù vậy cô ấy lại phê bình khái niệm "đội hát có thể phá hoại tất cả các bản đăng ký học đại học". Màn trình diễn "Cool" của Mike nhận được rất nhiều đánh giá tốt. Berk gọi đây là một "màn thử vai ngoạn mục" còn Bell thì cho rằng đây là "một trong những phần nổi bật của tập phim", nhấn mạnh rằng tập phim đã "thực sự xây dựng lại" mối quan hệ giữa hệ Mike và Tina, dù vậy, cô có chỉ ra Tina là "người bị bỏ quên trong toàn bộ dàn diễn viên". Cảnh quay của Mike trong phòng tập nhảy còn nhận được nhiều lời ngợi khen hơn cả "Cool". Đầu tiên, khi Mike "nhảy một mình và tưởng tượng rằng Tina và cha của mình đang ở trong phòng cùng anh" được Benigno mô tả là "rất đẹp đẽ". Fallon thì gọi đây là "cảnh phim nổi bật": "anh đã nhảy bằng hết sự tuyệt vọng trong cuộc sống của mình, cố gắng xoay tròn với đôi chân bằng cảm xúc của mình đến khi anh nhận ra rằng nơi duy nhất mà anh thấy hạnh phúc là trên sân khấu. Đây chính là khoảnh khắc mang thương hiệu của Glee." Hyman cũng đồng ý, viết rằng, "Khi anh xuất hiện trong phòng nhảy và bắt đầu nhảy một mình lúc không có nhạc, điều này đã nhắc nhở tôi rằng Glee có thể trở nên đặc biệt như thế nào". Lesley Goldberg từ The Hollywood Reporter khen ngợi cảnh anh cùng với mẹ của mình trong phòng nhảy, gọi đây là "phần cảm động nhất" trong cốt truyện của anh, những nhà phê bình khác đồng thời cũng thú nhận rằng họ đã rơi nước mắt trong phân đoạn này, trong đó có Reiter.
Poniewozik cho rằng câu chuyện giữa Will và Emma "một lần nữa thể hiện những câu chuyện của người lớn trong Glee còn tệ hơn cả chuyện của thanh thiếu niên", nói thêm rằng, "không có lý do nào để nói về việc đây không thể trở thành cốt truyện chính của tập phim". Hyman gọi đây là "cốt truyện phụ kỳ quái", còn Berk cho rằng "bằng sáng chế vô lý" cho từ "nòi giống tóc gừng" của cha mẹ Emma "quá kì lạ, nhảm nhí, cùng toàn bộ phần còn lại của tập phim". VanDerWerff cảm thấy rằng cốt truyện này đã thất bại "dù Don Most và Valerie Mahaffey đã đảm đương tốt công việc của mình". Canning lại nghĩ rằng vai diễn của Most trong một "người cha phân biệt chủng tộc người tóc màu gừng [của Emma] có lẽ là phần lựa vai vĩ đại nhất trên truyền hình của năm". Dù vậy, Urban cho rằng cốt truyện này vẫn "diễn ra rất tốt", nhưng nói thêm rằng có một vài "những sai lầm" tại đây. Màn trình diễn ngẫu hứng nằm trong chiến dịch của Brittany, với ca khúc "Run the World (Girls)", nhận được rất nhiều sự yêu thích; Poniewozik gọi đây là "màn trình diễn vũ đạo tuyệt hảo của Brittany". Hyman thì chỉ trích "sự nực cười" khi Rachel tham gia bầu cử Chủ tịch năm học, sự sắp xếp được Urban gọi là "không hề hợp lý". VanDerWerff khen ngợi "phần những đứa trẻ xem danh sách diễn viên" trong West Side Story, và cho rằng "đây có lẽ là điều tuyệt vời nhất mà chương trình từng làm." Amy Lee của The Huffington Post viết rằng, "Đội bóng bầu dục lại tiếp tục nhảy múa một lần nữa. Điều này chỉ có thể là tuyệt vời." Urban đồng thời cũng xem phần trình diễn "Cool" của những thành viên đội bóng bầu dục, khiến cô phát hiện ra rằng "chúng ta vẫn chưa thấy Karofsky trong mùa này." Benigno thì chỉ ra rõ hơn: "Karofsky đang ở nơi quái quỷ nào nhỉ?"

### Âm nhạc và những màn trình diễn

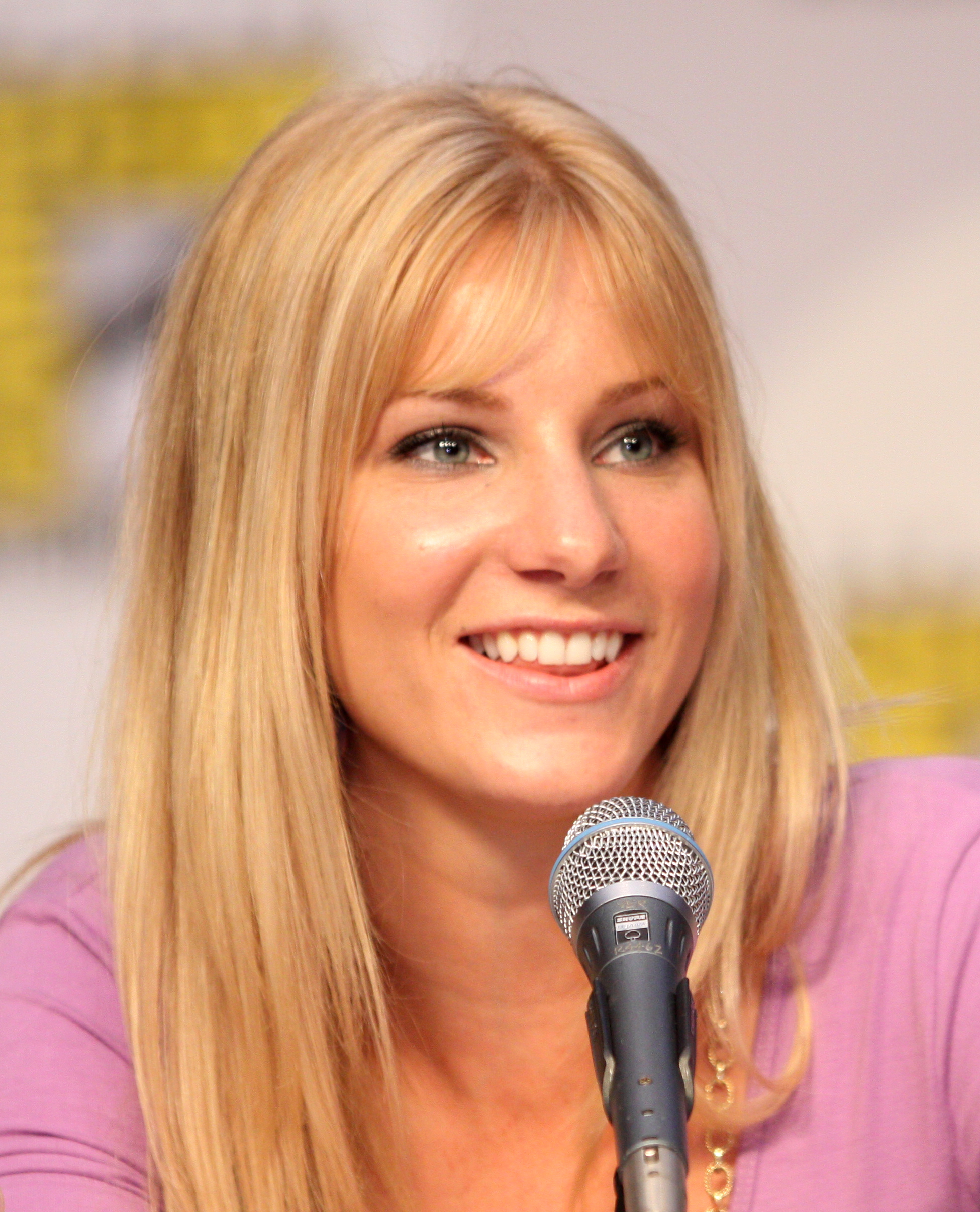
Heather Morris (ảnh), người thủ vai Brittany, đã trình diễn xuất sắc ca khúc "Run the World (Girls)" trong tập phim này.

Những phần diễn nhạc kịch của tập phim nhận được nhiều ý kiến rất tốt, dù vậy, một số nhà phê bình, trong đó có Benigno, nhấn mạnh chương trình lại tiếp tục sử dụng những ca khúc ca kịch của Broadway. Cả hai màn trình diễn vũ đạo chính nhận được nhiều khen ngợi đáng kể, đặc biệt là "Run the World (Girls)": Fallon viết rằng, "màn trình diễn của Brittany cho ca khúc "Run the World (Girls)" rất hút hồn. Đây chính là màn trình diễn âm nhạc sôi động nhất mà sê-ri từng thực hiện: vũ đạo phức tạp, quay phim và chỉnh sửa chuyên nghiệp, gắn kết một cách hoàn hảo với cốt truyện, và được Heather Morris trình diễn một cách tinh xảo." VanDerWerff "rất thích màn trình diễn đầu tư lớn được xây dựng bao quanh nội dung một ít", còn Raymund Flandez từ The Wall Street Journal cho rằng đây là "màn trình diễn tỏa sáng". Kubicek nhận xét, "Đây là màn trình diễn tuyệt vời đến khó tin, dễ dàng trở thành một trong những màn biểu diễn mà tôi yêu thích nhất mùa này". Futterman có nhấn mạnh rằng "giọng hát của Brittany không thể vươn đến tầm vóc của Beyoncé, chúng chỉ tạm ổn cho màn trình diễn này, phần thu hút nhất đó chính là vũ đạo."
Mercedes được xuất hiện trong ba ca khúc của tập này. Flandez bình luận về bản solo "Spotlight" của cô, "Cô ấy đã thổi bay 'Ánh sáng' của Jennifer Hudson ra khỏi thế giới này." Benigno viết rằng nó rất "tuyệt vời", nhưng nói thêm rằng đây "không đủ để Amber Riley có thể thể hiện tài năng của mình". Berk khen ngợi "giọng hát đáng kinh ngạc" của cô và gửi tặng màn trình diễn 4 trên 5 sao, Goldberg thì nhận xét ca khúc của cô là "hoàn mỹ". Một số nhà phê bình khác thì nghiêng về hướng tiêu cực hơn, trong đó có VanDerWerff, người cho rằng đây là ca khúc duy nhất trong tập phim "không thực sự hay". Slezak cảm giác rằng phần sắp đặt được sử dụng trong bài hát không đủ khác biệt so với bản gốc, chấm cho màn trình diễn một điểm "B+", tương tự với West, người viết rằng "Mercedes nhìn rất tuyệt vời và trình diễn tốt, giọng hát của cô thì khỏe khoắn hơn bao giờ hết, nhưng nó mang cảm giác hơi thiếu thốn." Trong "cuộc chiến Maria" với Rachel, Benigno gọi "cả hai đều 'giết chết' ca khúc", cho rằng đây "hơi tầm thường nhưng thú vị", và chấm cho tiết mục điểm "A-", giống như Slezak và West, trong đó, người đầu tiên cho rằng nó "không mang cảm giác rõ ràng rằng Mercedes là người chiến thắng" nhưng cả hai ca sĩ đều rất "tuyệt vời". Kubicek thì nghĩ ngược lại rằng "Mercedes rõ ràng là người chiến thắng" còn Flandez thì cho rằng cô "rõ ràng đánh bại đối thủ của mình", nói thêm, "Bạn chỉ tin vào những gì cô ấy hát." Berk cũng đồng tình và so sánh hai người bằng một đến năm sao: "Hai sao dành cho Rachel, người hát như Barry Manilow; bốn sao cho Mercedes, người hát như cô sống trong bài hát vậy." Futterman thì nhận xét thẳng thắn hơn: "Rachel mang vẻ ngoài của một nữ danh ca, nhưng bên trong cô lại lo lắng và sợ sệt, trong khi đó, Mercedes chỉ trở thành một nữ danh ca." Dù vậy, Hyman nghĩ rằng cả hai "đều như nhau", trong khi đó, Canning và Rae Votta từ Billboard đều nghĩ rằng Rachel là người chiến thắng; Votta cho rằng "Trong khi bộ phim muốn ta tin tưởng chương trình, thì Rachel rõ ràng trình diễn tốt hơn Mercedes". Ca khúc "It's All Over" từ Dreamgirls nhận được nhiều bình luận tích cực nhất, trong đó có điểm "A+" từ West, người viết rằng "Mercedes đã thực hiện xuất sắc trong màn trình diễn này", trong khi đó, Benigno cũng đáp lại tình cảm của mình bằng việc trao cho ca khúc điểm "A". Hyman cho rằng đây "khá xuất sắc" còn Flandez gọi đây là "cảnh phim vui nhộn một cách khéo léo", trong khi đó, Futterman cho rằng Mercedes "đã phô bày hoàn toàn Effie White bên trong cô" còn ca khúc thì "ngang bằng với những bản nhạc Broadway hay nhất trong Glee nhờ tính liên kết với cốt truyện và việc sắp đặt phần hát của các ca sĩ". Cô đồng thời cũng khen ngợi "màn trình diễn ca kịch nhóm đầu tiên của New Directions" và nói thêm, "chúng tôi cần nữa". Votta nhận xét đây là "lời tri ân thần kỳ một cách hoàn mỹ" và cho rằng, "Đó là sự lựa chọn hoàn hảo cho non-realism (những bài hát trong quá khứ) của "Glee" còn sức mạnh của bản ca kịch này thì đã thể hiện được cốt truyện của tập phim". Kubicek đồng ý rằng ca khúc "như một vở nhạc kịch thực thụ" về tính liên kết và đồng thời khen ngợi màn solo ngắn của Mike, còn West thì thích thú với phân đoạn Santana đối đầu với Mercedes trong bài hát. Slezak lại không hài lòng với tiết mục, nhận xét rằng anh ước "cảnh phim nên được nhào nặn tốt hơn", và phân vân vì sao Mercedes lại mang tên Effie còn tất cả những thành viên khác lại trong nhóm New Directions thì mang tên chính mình. Cuối cùng, anh đã chấm cho bài hát điểm "C+".
Votta cho rằng "Cool" là "bản solo đầu tiên ấn tượng của Mike Chang", và nói thêm, "có lẽ anh ấy nên đóng vai Tony thay thế Blaine"; Slezak đồng thời cũng nghĩ rằng anh nên xem xét vai Tony vì ca khúc "được trình bày một cách nhiệt tình, cao trào và duyên dáng". Dù vậy, anh thừa nhận rằng Mike (và Shum) "không phải là ca sĩ mạnh mẽ nhất", tương tự, Hyman và Kubicekan cũng đã gọi anh là một "ca sĩ khá", trong đó, người đầu tiên gọi màn trình diễn được đảm đương khá tốt còn người thứ hai viết rằng "Mike Chang có đầy đủ tài năng". Flandez thì cho rằng khả năng ca hát của Mike "không đến nỗi tệ", Lee thì cho rằng anh ấy "không hát tệ, theo nhiều nghĩa khác nhau, một giọng hát tuyệt vời", cô đồng thời cũng nói thêm, "anh ấy vẫn múa xoay tròn bằng một chân và dễ dàng trở nên duyên dáng, điều này giúp mỗi bước nhảy của anh rất đáng để xem." Futterman viết, "Anh có những bước nhảy thật uyển chuyển... nhưng, đáng thuyết phục nhất, đó chính là giọng ca lanh lẹ của anh, đánh trúng vào những nốt cao và thất bại ở một vài điểm nhưng vẫn 'rất tuyệt vời', như bài hát đang tìm kiếm", còn Berk thì gửi tặng cho màn trình diễn 5 trên 5 sao. "Fix You" cũng nhận được tiếp nhận nồng hậu trong tập phim. Benigno thì chỉ trích bài hát vì cho rằng nó "giống hoàn toàn bản gốc", và chấm tiết mục điểm "B" nhưng nhấn mạnh rằng "ca khúc khá hay dưới bàn tay của Matthew Morrison". Flandez thì cảm giác rằng phiên bản của chương trình "bắt chước một cách lu mờ so với bản gốc". Futterman nghĩ rằng ca khúc có "chủ đề thích hợp" nhưng "không phải là tiết mục hay nhất của Schuester", còn Lee thì lại cho rằng "ca khúc không phù hợp với giọng hát Morrison một cách thoải mái". Kevin P. Sullivan từ MTV gọi đây là "màn trình diễn bi kịch và cảm động đáng bất ngờ nhất", Kubicek nhận xét rằng đây là một "bài hát xúc động đến lôi cuốn", còn West thì không thích việc Will "ngụ ý hạ mình" để hát ca khúc cho Emma và chấm một điểm "B", dù vậy, cô vẫn nghĩ rằng Morrison "nghe rất hay" và đây chính là một "cách hay để kết thúc chương trình".